# Rennison Manners
Rennison Flint „Dinny“ Manners (* 5. Februar 1904 in Ottawa, Ontario; † 26. Dezember 1944) war ein kanadischer Eishockeyspieler und -trainer, der während seiner aktiven Karriere zwischen 1922 und 1934 unter anderem 37 Spiele für die Pittsburgh Pirates und Philadelphia Quakers in der National Hockey League auf der Position des Centers bestritt.

## Karriere
Manners spielte zwischen 1922 und 1924 zunächst für die Pittsburgh Yellow Jackets in der United States Amateur Hockey Association, anschließend für ein Jahr beim Ligakonkurrenten Fort Pitt Panthers. Im Jahr 1926 kehrte er in seine Geburtsstadt Ottawa zurück und lief in den folgenden drei Jahren in der Stadtliga für die Ottawa Montagnards auf. Zweimal führte er dabei die Torjägerliste an. In der Saison 1929/30 zog es Manners abermals nach Pittsburgh, um dort in der National Hockey League für die Pittsburgh Pirates zu spielen. In 33 Ligaeinsätzen sammelte er fünf Scorerpunkte, darunter drei Tore. Als das Team vor der Spielzeit 1930/31 nach Philadelphia umzog und als Philadelphia Quakers am Ligabetrieb teilnahm, absolvierte der Center noch drei weitere Spiele. Er verbrachte den Großteil der Saison aber bei den Niagara Falls Cataracts in der Ontario Professional Hockey League.
Danach wechselte Manners wieder ins Amateurlager und schloss sich 1933 noch einmal den Ottawa Montagnards an. Im Jahr 1935 war er maßgeblich an der Neugründung der Pittsburgh Yellow Jackets, die er bis zur Auflösung 1937 als Trainer in der Eastern Hockey League betreute. Manners verstarb am 26. Dezember 1944 im Alter von 40 Jahren als er beim Warten auf eine Straßenbahn kollabierte.